# 桢楠小媒炱
桢楠小媒炱（学名：Meliola machili）是属于小煤炱目小煤炱科小煤炱属的一种真菌，寄生在润楠属植物上。该种分布于中国、印度、印度尼西亚。